# Ԫ
Ԫ (Ԫ ԫ; курсив: Ԫ ԫ) е буква от кирилицата. Формата на буквата възниква като лигатура на кирилските букви Д и Ж.
Ԫ се използва в старите коми и осетински езици. По-късно е изоставена. 
Използва се за разграничаване на /d͜ʒ/ от последователността д-ж в някои фонетични речници.

## Използване
Тази буква представлява звучната преградно-проходна съгласна /d͡ʒ/.

## Кодове
| Буква  | Уникод |
| ------ | ------ |
| Главна | U+052A |
| Малка  | U+052B |